# Jan Mazurkiewicz (psychiatra)
Jan Mazurkiewicz (ur. 30 czerwca?/12 lipca 1871 w Czerwonym Dworze, zm. 31 października 1947 w Tworkach) – polski lekarz, psychiatra, psycholog, profesor psychiatrii i rektor Uniwersytetu Warszawskiego. Twórca warszawskiej szkoły psychiatrycznej, pionier kierunku psychofizjologicznego w polskiej psychiatrii. Prezes Polskiego Towarzystwa Psychiatrycznego w latach 1923–1947. Mason, wielki mistrz Wielkiej Loży Narodowej Polskiej.

## Życiorys
Urodził się w Czerwonym (Krasnym) Dworze, w niektórych źródłach jako miejsce urodzenia podana jest Kamienica Żyrowiecka. Syn właściciela ziemskiego Leopolda i Krystyny z Kowalewskich. Miał trzech braci, jednym z nich był Włodzimierz (1875–1927), inżynier i lotnik.
Ukończył IV Gimnazjum w Warszawie, maturę zdał w 1890 roku. Następnie studiował medycynę na Wydziale Lekarskim Uniwersytetu Warszawskiego. Został wydalony z uniwersytetu za udział w obchodach rocznicy uchwalenia Konstytucji 3 Maja. Od 1895/96 kontynuował studia na Uniwersytecie Jagiellońskim, gdzie w czerwcu 1896 otrzymał dyplom lekarski, który w maju 1897 roku nostryfikował na Uniwersytecie Jurjewskim. 5 grudnia 1897 rozpoczął staż w Klinice Neurologiczno-Psychiatrycznej Uniwersytetu w Grazu u Gabriela Antona; w Grazu przebywał do lipca 1899. W roku akademickim 1899/1900 przebywał w Paryżu w klinice Asile Sainte-Anne, uczęszczał wtedy na wykłady Joffroya i Dejerine′a.
Po powrocie do Warszawy w 1900 roku podjął pracę w Szpitalu Jana Bożego, jako asystent na oddziale Karola Rychlińskiego. W 1902 roku został pierwszym dyrektorem szpitala psychiatrycznego w Kochanówce. W 1907 roku zakładał szpital psychiatryczny w Kobierzynie i był jego pierwszym dyrektorem (od 1907). Habilitował się na Uniwersytecie Jana Kazimierza we Lwowie w 1909 roku. W 1919 został powołany jako profesor organizującej się Katedry i Kliniki Psychiatrii Uniwersytetu Warszawskiego. Zajmował stanowiska rektora (1921–1922), prorektora (1922–1923) i dziekana Wydziału Lekarskiego (1919–1920) Uniwersytetu Warszawskiego. Pod jego redakcją wyszły trzy tomy „Bulletin International de l’Académie des Sciences Médicales à Varsovie” (1921–1923).
Podczas okupacji Warszawy w latach 1943–1944 brał udział w tajnym nauczaniu. Po upadku powstania warszawskiego wykładał psychopatologię na tajnych kursach w Częstochowie. W latach 1945–1947 kierował Kliniką Psychiatrii w Tworkach.
Od 1923 aż do śmierci był prezesem Polskiego Towarzystwa Psychiatrycznego. Należał do Polskiej Akademii Umiejętności (od 1930), Akademii Nauk Lekarskich (od 1920), Société Française de Psychologie, był prezesem Słowiańskiego Towarzystwa Neurologiczno-Psychiatrycznego (1933–1939), członkiem honorowym Łódzkiego Towarzystwa Lekarskiego, członkiem korespondentem Société Médico-Psychologique. W 1933 roku z okazji 35-lecia pracy zawodowej ukazał się poświęcony mu zeszyt „Rocznika Psychiatrycznego”.
Był wielkim mistrzem wolnomularskiej Wielkiej Loży Narodowej Polskiej (1928–1931), przybrał pseudonim zakonny „Jan Wyrwa”. Korespondował ze Stefanem Żeromskim.
Odznaczony Krzyżem Komandorskim Orderu Odrodzenia Polski (2 maja 1923) „w uznaniu zasług, położonych dla Rzeczypospolitej Polskiej na polu nauki i pracy obywatelskiej” oraz Krzyżem Oficerskim Legii Honorowej (1937).
Z jego pomocą habilitowali się: Rafał Radziwiłłowicz, Franciszek Wichert, Witold Łuniewski, Gustaw Bychowski, Eugeniusz Wilczkowski, Stefan Pieńkowski, Stanisław Batawia, Ryszard Dreszer, Józef Handelsman, Mieczysław Kaczyński i Roman Markuszewicz. Najważniejsze dzieła Jana Mazurkiewicza zostały wydane z opóźnieniem, już po jego śmierci, ze względu na sprzeczność z polityczną doktryną w polskiej nauce w latach 1945–1956. Prace te ocalił i przygotował do druku Mieczysław Kaczyński (mimo że wcześniej oceniając monografię Mazurkiewicza uznał, że „jej ukazanie się (...) na rynku księgarskim byłoby opóźnieniem propagowania nauki Pawłowa w Polsce”).

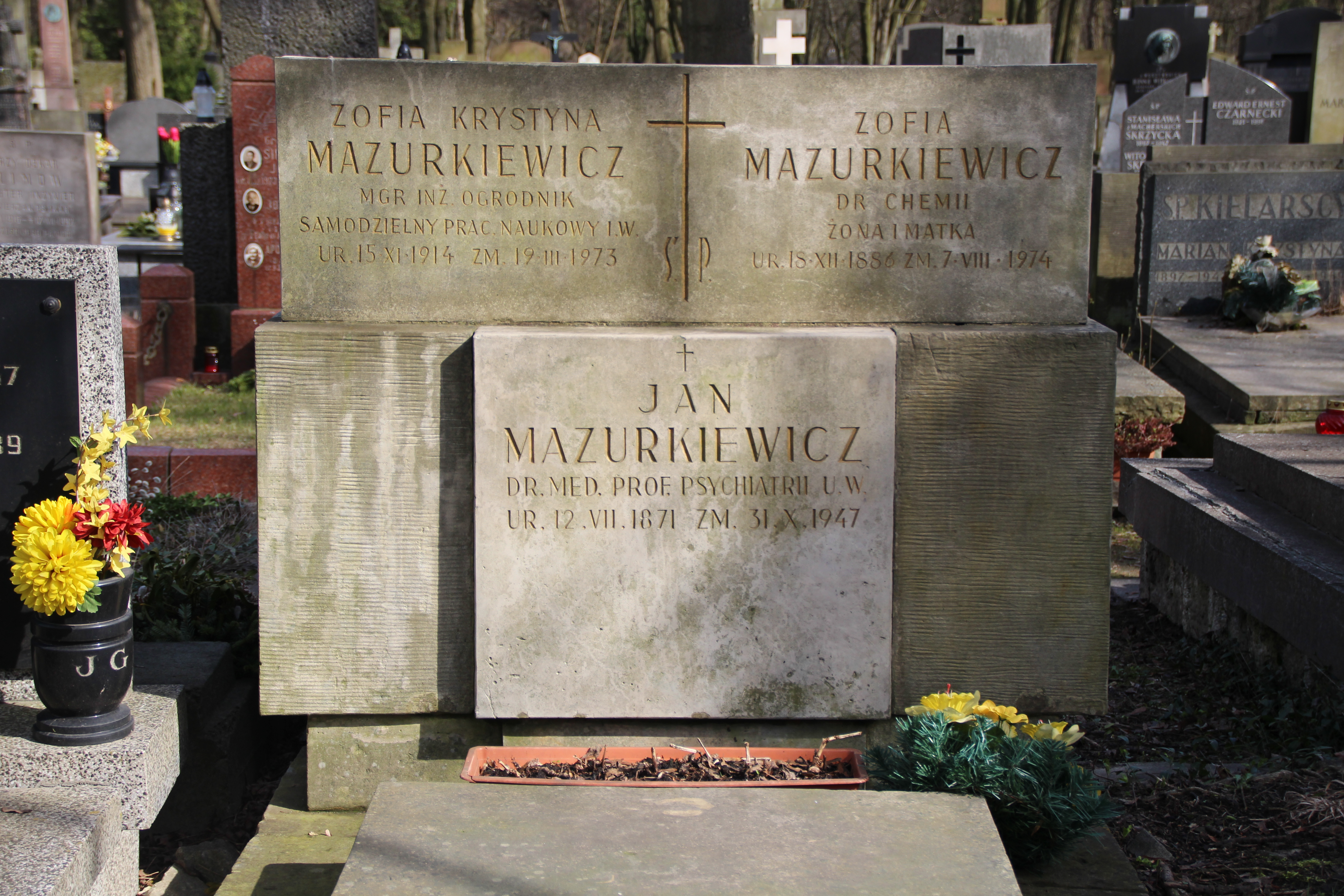
Grób Jana Mazurkiewicza na cmentarzu Powązkowskim

Żonaty z Zofią z domu Zaleską (1886–1974). Mieli syna Jerzego (zmarł w dzieciństwie) i córkę Zofię (1914–1973).
Zmarł w 1947 roku po dłuższej chorobie. Ceremonia pożegnalna odbyła się na terenie Szpitala Tworkowskiego, który nosi obecnie jego imię. Pochowany jest na cmentarzu Powązkowskim (kwatera 240, rząd 6, miejsce 18).

## Dorobek naukowy
Zagadnieniem któremu najwięcej uwagi poświęcił w swojej karierze naukowej było podłoże anatomiczne czynności psychicznej w warunkach fizjologii i patologii. Próby syntezy teorii na ten temat podjął w dwuczęściowej monografii, opublikowanej w dwóch tomach już po śmierci Mazurkiewicza. Trzeci tom, Psychofizjologia w naukach społecznych, pozostał w maszynopisie i nie ukazał się drukiem.
W oparciu o poglądy Semona (mnemizm), Monakowa (koncepcja horme), Pawłowa, Orbeliego, Sherringtona, Ribota i przede wszystkim, Jacksona, stworzył „własną teorię ewolucji i dyssolucji ludzkiego psychizmu”. W ślad za Jacksonem za dynamikę życia psychicznego u Mazurkiewicza odpowiadają instynkty (popędy), które dzielił na ewolucyjnie starsze i młodsze. Teoria psychofizjologiczna Mazurkiewicza zakłada, że podłożem uczuciowości i życia popędowego jest układ wegetatywny. Według tej teorii układ autonomiczny, jako integralny składnik wszystkich pięter osi mózgowo-rdzeniowej, jest siedliskiem życia uczuciowego; jego część wzgórzowa i podwzgórzowa decyduje o uczuciach najpierwotniejszych, protopatycznych, będących przejawem popędów. Młodsze instynkty, takie jak instynkt poznawczy i syntoniczny, u zwierząt są funkcjami ośrodków podkorowych, natomiast u człowieka zostały przejęte przez ośrodki położone wyżej.
Był autorem koncepcji narządu czołowego, który jest, według niego, „jedynym narządem nerwowym, którego czynność nie ma swego bezpośredniego źródła w działaniu bodźców obwodowych i nie jest reakcją na te bodźce (...) Praca narządu czołowego jest zatem z natury swej w całości intrapsychiczna, wewnątrzkorowa i właśnie dlatego pozostaje w pewnym antagonizmie do wszelkich czynności natury odruchowej, nie jest reakcją, ale jest akcją, aktywnością własną, inicjatywą i postępowaniem najdalszym od odruchów, najbardziej «dowolnym»”. W narządzie czołowym Mazurkiewicz umiejscawiał najwyższe, logiczno-abstrakcyjne psychodynamizmy.
Stany psychopatologiczne tłumaczył uszkodzeniem wyższych neuro- i psychodynamizmów, spowodowanego anormalną ewolucją aktywności psychicznej lub jej dyssolucją. Objawy pozytywne (halucynacje, urojenia) miałyby wynikać z wtórnego do dyssolucji dynamizmów psychicznych czołowych (najsłabiej zorganizowanych, bo najmłodszych ewolucyjnie) wzmożenia działalności niższych pięter uczuciowości, pozostających w związku z pamięcią psychofizjologiczną. Wyodrębnił różne typy dyssolucji: prelogiczną prędką, prelogiczną schizofreniczną, psychonerwicową. W schizofrenii wyróżniał zespoły: inkoherencyjny, hebefreniczny, paranoidalny i katatoniczny, których charakterystyczne objawy mają wynikać ze stępienia określonych popędów (inkoherencja wynika z osłabienia popędu poznawczego, katatonia z osłabienia popędu kinestetycznego, stępienie uczuć wyższych z osłabienia popędu syntonicznego). Uważał, że schizofrenia jest jedynym stanem wynikającym z prawdziwej i bezpośredniej dyssolucji czynności psychicznych.
W swojej monografii z 1902 roku przedstawił studium psychologiczne Andrzeja Towiańskiego.

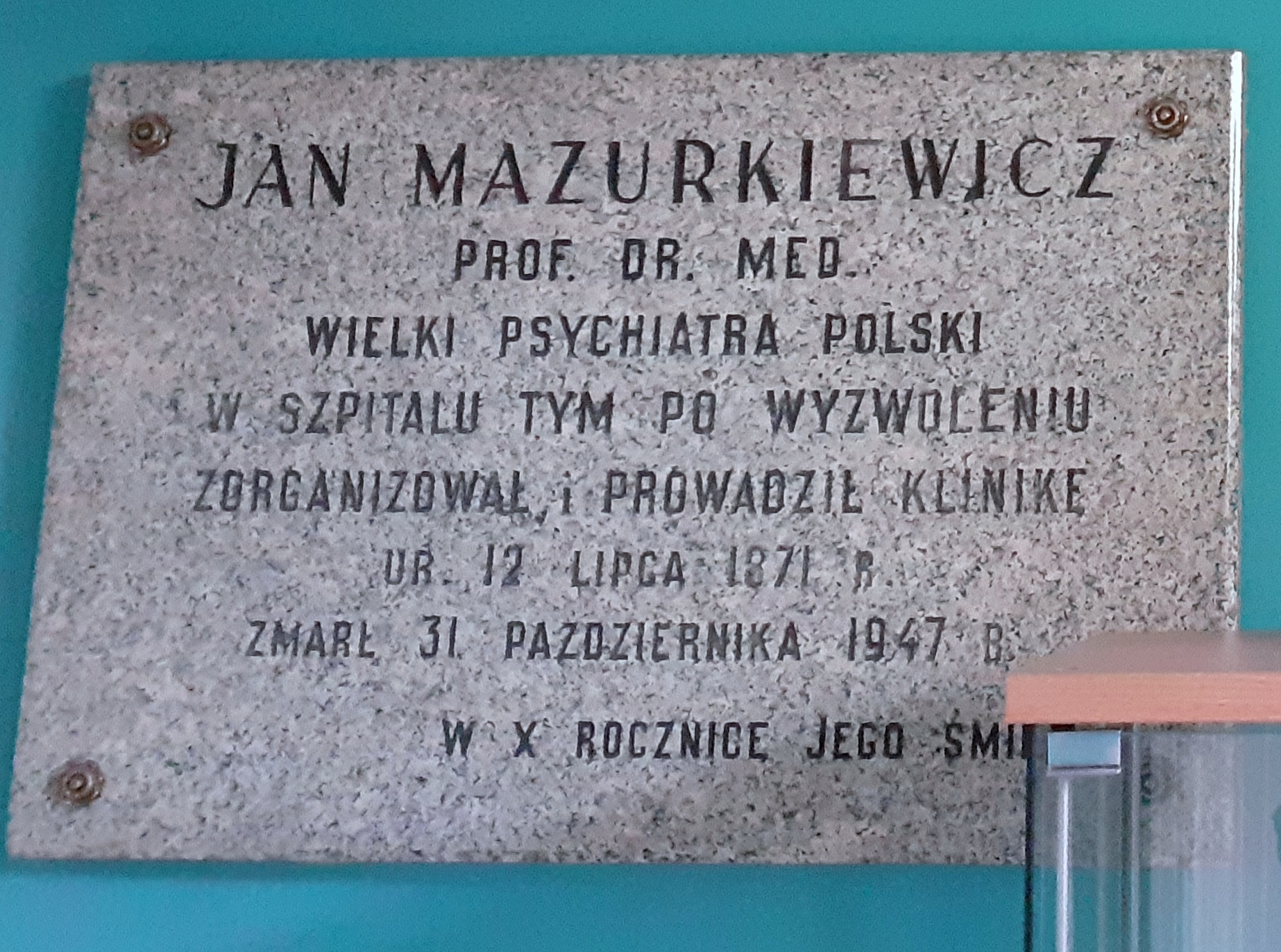
Tablica upamiętniająca Jana Mazurkiewicza w budynku dyrekcji szpitala w Tworkach

## Uznanie
Jest uznawany za twórcę polskiej psychofizjologii i jednego z twórców psychiatrii polskiej w ogóle. Obok Henri Eya uważany jest za głównego przedstawiciela neojacksonizmu.

„Wyjątkowy charakter twórczości naukowej prof. Mazurkiewicza leży w na wskroś nowoczesnym, wielowymiarowym ujęciu zjawisk psychicznych. Profesor Mazurkiewicz był czołowym przedstawicielem pokolenia psychiatrów klinicystów, łączył biegłość i intuicję klinicysty z rzetelną wiedzą neurofizjologiczną i psychologiczną, dążył do stworzenia syntezy, zdając sobie doskonale sprawę z ogromnych trudności, jakie się z tym wiążą. Mijający czas i postępy badań nie zdezaktualizowały podstawowych założeń teorii psychofizjologicznej. ”

Od 2010 roku szpital w Tworkach nosi nazwę Mazowieckiego Specjalistycznego Centrum Zdrowia im. prof. Jana Mazurkiewicza.

## Lista prac
Monografie
- Andrzej Towiański. Studyum psychologiczne. Warszawa: Gebethner i Wolff, 1902
- Wstęp do psychofizjologii normalnej. Tom I. Ewolucja aktywności korowo-psychicznej. Warszawa: Państwowy Zakład Wydawnictw Lekarskich, 1950 (379 ss.)
- Wstęp do psychofizjologii normalnej. Tom II. Dyssolucja aktywności korowo-psychicznej. Warszawa: Państwowy Zakład Wydawnictw Lekarskich, 1958 (444 ss.)
- (oprac. Marek Masiak) Zarys psychiatrii psychofizjologicznej. Państwowy Zakład Wydawnictw Lekarskich, 1980 ISBN 83-200-0294-X (230 ss.)

Artykuły
- Ueber die Störungen der Gebärdensprache. Jahrbücher für Psychiatrie und Neurologie 19, ss. 514–552, 1900
- Ein Fall von traumatischer Spätapoplexie. Jahrbücher für Psychiatrie und Neurologie 19, ss. 553–560, 1900
- O afazyi giestowej. Pamiętnik Towarzystwa Lekarskiego Warszawskiego 97 (1), ss. 1–24, 1901
- Przypadek obwodowego porażenia n. twarzowego z zanikiem twarzy i z zaburzeniami odżywczemi (Autoreferat). Pamiętnik Towarzystwa Lekarskiego Warszawskiego 97 (2), ss. 363–364, 1901
- (Referat) Wernicke. Grundriss der Psychiatrie in klinischen Vorlesungen (Leipzig, 1900). Nowiny Lekarskie 13 (2), ss. 143–147, 1901
- Obecny stan nauki o pląsawicy i atetozie. Nowiny Lekarskie 14 (4), ss. 218–225, 1902
- Mazurkiewicz J., Sochacki W. Pierwszy rok zakładu dla umysłowo i nerwowo chorych w Kochanówce. Czasopismo Lekarskie 6 (1, 3, 4), ss. 13–19, 113–123, 162–172, 1904
- Mazurkiewicz J., Sochacki W. Drugi rok zakładu dla umysłowo i nerwowo chorych w Kochanówce. Czasopismo Lekarskie 7 (2-3, 4), ss. 75-79, 117-124, 1905
- Zjawiska życiowe i psychiczne wobec jedności przyrody. Czasopismo Lekarskie 7 (7–10), ss. 210–237, 1905
- Mazurkiewicz J., Sochacki W., Łuniewski W., Borowiecki S. Trzeci rok zakładu dla umysłowo i nerwowo chorych w Kochanówce. Czasopismo Lekarskie 7 (2, 3, 4, 5), ss. 67–72, 113–118, 154–163, 192–198, 1906
- Ś. p. dr Karol Jonszer. Mowa nad grobem. Czasopismo Lekarskie 9 (5), ss. 170–171, 1907
- O prawach myślenia w obłędzie i zdrowiu. Czasopismo Lekarskie 9 (6-8), ss. 201–206, 1907
- Mazurkiewicz J., Sochacki W., Morawski J., Borowiecki S. Czwarty rok zakładu dla umysłowo i nerwowo chorych w Kochanówce. Czasopismo Lekarskie 9 (1, 2), ss. 22–35, 52–62, 1907
- Ueber den reaktiven Charakter der Denkvorgänge. Vorläufige Mitteilung. Neurologisches Centralblatt 27, ss. 298–307, 1908
- Stosunek psychiatryi do psychologii. Przegląd Lekarski 47 (49, 50, 51), ss. 642–643, 665, 678–679, 1908
- Zjawiska psychiczne wobec jedności przyrody. Kosmos 34, ss. 210–238, 1909
- O zaburzeniach kojarzeń w stanach gonitwy myślowej. Przegląd Lekarski 49 (8-9), ss. 107–112, 121–126, 1910
- O opiece nad umysłowo chorymi w Galicyi i o nowym Zakładzie krajowym w Kobierzynie. Przegląd Lekarski 51 (51), ss. 727-735, 1912
- „Westgalizische Landes-Irren-Heil- und Pflegeanstalt in Kobierzyn bei Krakau”. W: Heinrich Schlöss (Hrsg.). Die Irrenpflege in Österreich in Wort und Bild. Halle a.d. Saale, 1912, ss. 88-97.
- Kilka słów w sprawie projektu ustawy o pozbawieniu własnowolności. Przegląd Lekarski 52 (15), s. 86, 1913
- O asymetrycznych czynnościach półkul mózgowych. Nowiny Lekarskie 25 (2, 3), ss. 61–65, 117–123, 1913
- O anatomicznem podłożu stanów psychicznych i ich zaburzeń. W: Księga zbiorowa Szpitala dla umysłowo i nerwowo chorych „Kochanówka” pod Łodzią. Łódź, 1918 ss. 65–159
- O badaniu cielesnem psychicznie chorych. Nowiny Lekarskie 33 (7), ss. 100–102, 1921
- Mowa J. M. Rektora Uniwersytetu Warszawskiego prof. dr. Jana Mazurkiewicza wygłoszona w dniu otwarcia roku szkolnego 1921/22 w auli Uniwersytetu Warszawskiego. Wyd. staraniem Towarzystwa „Fraternitas Academica”, 1921 (11 ss.)
- Patologja afektów. Polska Gazeta Lekarska 3 (42–43), ss. 609–613, 1924
- L’abiotrophie dans la démence précoce. W: Deuxième Congrès médical franco-polonais. Paris, 1925 ss. 33–44
- Układ nerwowy roślinny i zaburzenia psychiczne. Rocznik Psychjatryczny 2, ss. 35-51, 1925
- „Słowo wstępne” W: Antoni Feliks Mikulski: Podręcznik psychologji. Wilno: Księgarnia Stowarzyszenia Nauczycielstwa Polskiego, 1925
- Syntonja i schizoid. Trzeci przyczynek do patologji afektów. Rocznik Psychjatryczny 2, ss. 35–51, 1925
- Wskazania psychiczne do przerwania ciąży. Ginekologia Polska 6 (10–12), ss. 1141–1149, 1927
- Choroby umysłowe a małżeństwo: stenogram odczytu prof. J. Mazurkiewicza w Tow. Eugenicznem, dnia 15 marca 1928 r. Wydaw. im. D-ra Wacława Męczkowskiego, 1928
- Choroby umysłowe a małżeństwo. Zagadnienie Rasy 2/3, ss. 1–11, 1928
- Wskazania psychiczne do przerwania ciąży. W: Przerwanie ciąży z punktu widzenia lekarskiego, prawnego, społecznego i eugenicznego. Warszawa 1928 ss. 37–45
- Słowo wstępne W: Reytan J. Z pałacu do przytułku. Warszawa: Wydawnictwo Mas, 1930
- Życiorys i działalność naukowa Ś. P. Profesora Radziwiłłowicza. Rocznik Psychiatryczny 12, ss. 1–7, 1930
- Zarys fizjologicznej teorii uczuć. Rocznik Psychiatryczny 12, ss. 35-38, 1930
- Zarys fizjologicznej teorji uczuć. II. Uczucia oryginalne i mnemiczne. Rocznik Psychiatryczny 13, ss. 1–66, 1930
- Les intégrations nerveuses. I partie: Position du problème. Bulletin International de l’Academie des Sciences Médicales a Varsovie, 1932
- Franciszek Wichert. Rocznik Psychjatryczny 17, ss. 240-242, 1932
- Psychofizjologia bólu fizycznego. Medycyna 8 (5), ss. 137-140, 1934
- Integracje nerwowe. Polska Gazeta Lekarska s. 569, 585, 1934
- Les intégrations nerveuses. II partie: L’intégration des excitations afférentes. Bulletin International de l’Academie des Sciences Médicales a Varsovie, 1932 ss. 93—110
- Les intégrations nerveuses. III partie: L’intégration des fonctions reflexes. Bulletin International de l’Academie des Sciences Médicales a Varsovie, 1933 ss. 109–124
- Les intégrations nerveuses. IV partie: Les intégrations souscorticales. Bulletin International de l’Academie des Sciences Médicales ss. 111–134, 1933
- Les intégrations nerveuses. V partie: Les intégrationes corticales. Bulletin International de l’Academie des Sciences Médicales a Varsovie, ss. 333–347, 1934
- Les intégrations nerveuses. VI partie: Contribution à l′étude de neurodynamique du système nerveux central. Bulletin International de l’Academie des Sciences Médicales a Varsovie, ss. 349–365, 1934
- Les intégrations nerveuses; les intégrations corticales. Archives internationales de neurologie 27, ss. 167–197, 1935
- Sen i czuwanie w cyklu życiowym człowieka. Rocznik Psychjatryczny 25, ss. 37–53, 1935
- „Chronaksja subordynacyjna, jako przejaw pamięci biologicznej” W: Pamiętnik XIV Zjazdu Lekarzy i Przyrodników Polskich w Poznaniu 11-15 IX 1933, Tom II. Poznań, 1933
- O rozwoju i niedorozwoju psychiki. Nowiny Psychiatryczne 12 (3/4), s. 133–175, 1935
- Quelques remarques sur la conscience et son évolution au cours de la vie humaine. Revue v neurologii a psychiatrii 5-6, 1936
- Zaburzenia nerwowe i psychiczne w okresie przekwitania W: Pamiętnik VII Lekarskiego Kursu Wakacyjnego w Ciechocinku, 1936
- Mnemizm i teoria odruchowości warunkowej. Rocznik Psychjatryczny 29/30, ss. 67–86, 1937
- Ś.p. Profesor Dr Stefan Borowiecki. Nowiny Psychiatryczne 14 (1/4), ss. i–ii, 1937
- Naukowo-psychiatryczna działalność Stefana Borowieckiego. Rocznik Psychjatryczny 32, ss. 22–30, 1938
- O lokalizowaniu czynności psychicznych. Rocznik Psychjatryczny 31, ss. 1–27, 1938
- Bezsenność i jej leczenie. Lekarz Wojskowy 33 (2), ss. 129–150, 1939
- Dwoista funkcja układu nerwowego. Rocznik Psychiatryczny 37 (1), ss. 3–15, 1949